# Aluminite
L'aluminite (simbolo IMA: A) è un minerale raro del gruppo dell'aluminite appartenente alla famiglia dei "solfati (selenati, tellurati, cromati, molibdati, tungstati)" con composizione chimica Al2(SO4)(OH)4 • 7(H2O).
Da un punto di vista chimico è un solfato eptaidrato di alluminio.

## Etimologia e storia
L'aluminite deve il suo nome al proprio contenuto di alluminio, il cui contenuto può arrivare fino al 15,68%.
L'aluminite fu descritta per la prima volta nel 1730 da Jakob Lerche, che la descrisse come lac lunae, terra lenis e friabilis candidissima; i campioni furono estratti dal terreno durante la costruzione di un giardino botanico a Halle. Nella sua descrizione, Lerche si concentra sul significato medico del minerale, che, mescolato con il cristallo di rocca, stimola la produzione di latte nelle madri e allevia gli attacchi febbrili e i calcoli urinari.
Il minerale fu esaminato in modo più approfondito da vari scienziati, tra cui Johann Christian Daniel von Schreber nel 1759, Abraham Gottlob Werner nel 1780, Schreber di nuovo insieme a Frischmann nel 1781, Simon nel 1802 e infine Buchholz nel 1806, il cui risultato coincise con quello di Simon.
Sebbene il nome aluminite fosse in uso almeno dal 1801 a opera di Heinrich Christian Friedrich Schumacher (1757-1830), fu usato come nome di roccia per vari scisti di allume (ad esempio "aluminite terrosa", "aluminite comune scistosa", "aluminite lucida ardesia"). Anche Carl Constantin Christian Haberle usò questo nome in tal senso, ma allo stesso tempo ne ampliò il significato e lo trasferì al minerale per la prima volta nel 1805.

## Classificazione
La classica nona edizione della sistematica dei minerali di Strunz, aggiornata dall'Associazione Mineralogica Internazionale (IMA) fino al 2009, elenca l'aluminite nella classe "7. Solfati (selenati, tellurati, cromati, molibdati, tungstati)" e nella sottoclasse "7.D Solfati (selenati, ecc.) con anioni aggiuntivi, con H2O"; questa viene più finemente suddivisa in base alla dimensione dei cationi coinvolti e alla struttura del minerale, in modo tale che l'aluminite possa essere trovata nella sezione "7.DC Con soltanto cationi di media dimensione; catene di ottaedri che condividono uno spigolo" dove forma il sistema nº 7.DC.05 insieme alla meta-aluminite.
Tale classificazione viene mantenuta anche nell'edizione successiva, proseguita dal database "mindat.org" e chiamata Classificazione Strunz-mindat.
Nella Sistematica dei lapis (Lapis-Systematik) di Stefan Weiß l'aluminite viene elencata nella classe dei "solfati, cromati, molibdati e tungstati" e da lì nella sottoclasse dei "solfati idrati, con anioni estranei"; questa viene ulteriormente suddivisa, in modo tale da trovare l'aluminite nella sezione dei minerali con "cationi di medie dimensioni" dove forma il sistema nº VI/D.06 insieme a riotintoite, jurbanite, rostite, khademite, mangazeite, meta-aluminite, vendidaite, felsőbányaite, idrobasaluminite e zaherite.
Anche la classificazione dei minerali secondo Dana, usata principalmente nel mondo anglosassone, elenca l'aluminite nella famiglia dei "solfati, cromati e molibdati"; qui il minerale si trova nella classe dei "solfati idrati con idrossile o alogeno" e nella sottoclasse dei "solfati idrati con idrossile o alogeno con (A+B2+)2(XO4)Zq • x(H2O)", dove forma il sistema nº 31.07.04 insieme alla mangazeite.

## Abito cristallino
L'aluminite cristallizza nel sistema monoclino nel gruppo spaziale P21/b con parametri reticolari a = 7,44 Å, b = 15,583 Å, c = 11,7 Å, β = 110,18°.

## Origine e giacitura
L'aluminite si forma tipicamente in argille o ligniti, formato dalla reazione di soluzioni solfatate dalla decomposizione di marcasite o pirite a temperature moderate con silicati alluminosi; si forma anche come sublimato vulcanico, in depositi di zolfo e raramente è si forma in grotte. La paragenesi è con basaluminite, celestina, dolomite, epsomite, gesso, gibbsite e goethite.
L'aluminite è un minerale raro; è stato trovato in diverse località sparse per il mondo, ma in piccole quantità. Qui si ricorda solo la sua località tipo, Halle in Sassonia-Anhalt (Germania).

## Forma in cui si presenta in natura
L'aluminite è stata trovata sotto forma di aghi e fibre, di dimensioni fino a 0,1 mm, comunemente in masse reniformi, nodulari o sferulitiche.
Il minerale è da traslucido a opaco, con lucentezza terrosa. Il colore va dal bianco al giallo, al grigio ed è incolore alla luce trasmessa, mentre il colore del suo striscio è sempre bianco.